# Бжесьце (Єнджейовський повіт)
Бжесьце (пол. Brzeście) — село в Польщі, у гміні Водзіслав Єнджейовського повіту Свентокшиського воєводства.
Населення — 247 осіб (2011).
У 1975-1998 роках село належало до Келецького воєводства.

## Демографія
Демографічна структура на день 31 березня 2011 року:
|          | Загалом | Допрацездатний вік | Працездатний вік | Постпрацездатний вік |
| -------- | ------- | ------------------ | ---------------- | -------------------- |
| Чоловіки | 124     | 25                 | 75               | 24                   |
| Жінки    | 123     | 16                 | 65               | 42                   |
| Разом    | 247     | 41                 | 140              | 66                   |